# Johann Christoph Schwab
Johann Christoph Schwab est un philosophe allemand né le 10 décembre 1743 à Ilsfeld et mort le 15 avril 1821  à Stuttgart.

## Biographie
Né dans le Wurtemberg, Schwab étudie la philosophie et la littérature à l'université de Tübingen, puis s'installe en tant que précepteur en Suisse francophone près du lac Léman où il acquiert de solides connaissances sur la langue et la littérature française. En 1778, il devient professeur de logique et de métaphysique à l'académie militaire de Stuttgart. Il est influencé par les écrits Leibniz et de Wolff et est un des premiers à combattre la philosophie de Kant. 
En 1784, il remporte ex-aequo avec Rivarol le Prix de l'Académie des sciences de Berlin avec sa dissertation Ursachen der Allgemeinheit der französischen Sprache (Dissertation sur l'universalité de la langue française, traduite en français par le chanoine dijonnais Denis Robelot en 1803), ce qui lui vaut une telle notoriété que Frédéric II lui offre une chaire à l'École militaire de Berlin. Il préfère cependant rester à Stuttgart, où il accepte le poste de secrétaire privé que lui propose le duc Charles II de Wurtemberg.
Il est le père de Karl Heinrich Schwab (de) (1781-1847) et de Gustav Schwab (1792-1847).

## Publications
Johann Christoph Schwab, Le grand concours : dissertation sur les causes de l'universalité de la langue françoise et la durée vraisemblable de son empire, traduction de Denis Robelot, étude et présentation des textes par Freeman G. Henry, Rodopi, 2005, aperçu sur Google Livres. Édition originale de 1803 disponible sur Gallica.